# Налоги на уши и нос
Налог на уши и налог на нос были временно введены в 1920-х годах для обеспечения военных нужд в государстве Тибет, находившимся под властью 13-го Далай-ламы.

## Описание
В 1920-х годах Тибет столкнулся с финансовыми трудностями, обусловленными различными факторами, включая геополитическую напряженность и необходимость модернизации вооруженных сил. В ответ на эти проблемы тибетское правительство ввело необычные налоги на некоторые части тела, в частности на уши и носы. Эти налоги взимались с мужчин, а оплата обычно производилась в виде серебряных монет.
Налоги на уши и носы носили, по сути, символический характер, призванный продемонстрировать лояльность и поддержку тибетского народа военным действиям правительства. Хотя точные детали могут варьироваться в различных отчетах, эти налоги должны были показать, что каждый человек, даже тот, кто не мог внести значительный вклад, должен играть свою роль в обеспечении обороны и безопасности Тибета.

## Версии
Хотя факт наличия этих налогов неоднократно упоминается китайскими, тибетскими и западными авторами, предоставленные сведения довольно противоречивы. Так, согласно утверждениям китайских исследователей, домохозяйства платили по одному ляну серебра с каждого уха человека или домашнего животного. Американские исследователи-современники событий сообщали, что налог не платился за отрезанные уши — что могло быть результатом косметической операции или наказания. В поздней британской публикации со ссылкой на китайского корреспондента Цзиня Фужэня (Chin Fu-Jen) рассказывалось, что люди, не оплатившие налог на уши, подвергались наказанию — отрезанию ушей.
В западной специальной прессе сообщалось и о введении на следующий год (1927[уточнить]) Далай-ламой Тхуптэном Гьяцо подушного налога, зависящего от размера носа, причём люди с длинными носами были обязаны платить в два-три раза больше, чем курносые.
А. Л. Стронг упоминала также налоги с женщин, волосы которых заплетены в две косы.